# Bernard Calvino
Pour les articles homonymes, voir Calvino.

Bernard Calvino, né le 8 janvier 1950 est un biologiste français, spécialiste de physiologie. Il est professeur à l'ESPCI ParisTech où il étudie les mécanismes de la douleur.

## Biographie
Élève de l'ENS Cachan, Bernard Calvino étudie la physiologie avec le médecin et biologiste Henri Laborit puis est nommé professeur de neurosciences à l'Université Paris XII. Il a présidé la société francophone d'étude de la douleur et le groupe d'expert chargé de la rédaction des programmes de sciences de la vie et de la Terre des classes de lycée membre. Il est membre du conseil scientifique de l'Institut UPSA de la douleur. Il a été membre du Comité régional d'éthique Île-de-France pour l'expérimentation animale. En 2003, il a été nommé  professeur de physiologie à l'ESPCI ParisTech. Il a pris sa retraite en 2011.

## Travaux

### Mécanisme de ladouleur
Bernard Calvino étudie, à partir du modèle du rat arthritique, les modifications du système nerveux central chez des animaux atteints d’un syndrome de douleur chronique et la transmission et l'intégration du message nociceptif dans la physiologie de la douleur aiguë et chronique.